# Batalla de Rehe
La batalla de Rehe (chino simplificado: 热河战役; chino tradicional: 熱河戰役; pinyin: Rèhé zhànyì, a veces llamada la batalla de Jehol) fue la segunda parte de la Operación Nekka, una campaña por la cual el Imperio del Japón capturó con éxito la provincia de Mongolia interior de Rehe del señor de la guerra chino Zhang Xueliang y lo anexó al nuevo estado de Manchukuo. La batalla se libró del 21 de febrero al 1 de marzo de 1933.

## Antecedentes
Tras el establecimiento de Manchukuo, el Ejército de Kwantung lanzó una operación para asegurar su frontera sur con China atacando y capturando el Paso Shanhaiguan en la Gran Muralla el 3 de enero de 1933. La provincia de Rehe, en el lado norte de la Gran Muralla, fue el Siguiente objetivo. Al declarar que la provincia era históricamente una parte de Manchuria, el ejército japonés inicialmente esperaba asegurarla mediante la deserción del general Tang Yulin a la causa de Manchukuo. Cuando esto falló, la opción militar se puso en acción. Asignados a esta operación estaban la 6.ª División y la 8.ª División Japonesa y las Brigadas de Infantería Mixta 14.ª y 33.ª, la 4.ª Brigada de Caballería con Autos Blindados Pesados Tipo 92 y la 1.ª Compañía Especial de Tanques.
El jefe de Estado Mayor del ejército japonés solicitó la sanción del emperador Hirohito por la "operación estratégica" contra las fuerzas chinas en Rehe. Con la esperanza de que fuera la última de las operaciones del ejército en el área y que pusiera fin al asunto de Manchuria, el Emperador aprobó, al tiempo que declaró explícitamente que el ejército no debía ir más allá de la Gran Muralla china.

## La batalla
El 23 de febrero de 1933, se lanzó la ofensiva. El 25 de febrero fueron capturadas Chaoyang y Kailu. El 2 de marzo, la 4.ª Brigada de Caballería japonesa encontró resistencia de las fuerzas de Sun Dianying, y después de días de lucha se hizo cargo de Chifeng. Sun Dianying montó un contraataque contra la 6.ª División japonesa el mismo día, y al mismo tiempo penetró cerca de la sede japonesa. El 4 de marzo, la caballería japonesa y la 1.ª Compañía Especial de Tanques con Tanques Tipo 89 tomaron Chengde, la capital de Rehe.

## Consecuencias
Rehe fue anexada posteriormente a Manchukuo. Zhang Xueliang fue obligado por el gobierno del Kuomintang a renunciar a sus puestos por "razones médicas". Las fuerzas chinas cayeron en desorden ante la Gran Muralla, donde después de una serie de batallas y escaramuzas, el ejército japonés se apoderó de varios puntos estratégicos y luego acordó un alto el fuego y un acuerdo negociado (la tregua de Tanggu) mediante el cual una zona desmilitarizada establecerse entre la Gran Muralla y Beijing. Sin embargo, esto demostraría ser solo un respiro temporal antes de que el combate a gran escala de la segunda guerra sino-japonesa estallara en serio en 1937.